# Grand Prix automobile de Monaco 1992
GP précédent GP suivant
Le Grand Prix automobile de Monaco 1992 (50e Grand Prix de Monaco), disputé sur le circuit de Monaco, à Monte-Carlo, à Monaco le 31 mai 1992, est la trente-neuvième édition du Grand Prix, le 522e Grand Prix de Formule 1 couru dans le cadre du championnat du monde depuis 1950 et la sixième manche du championnat 1992.

## Classement

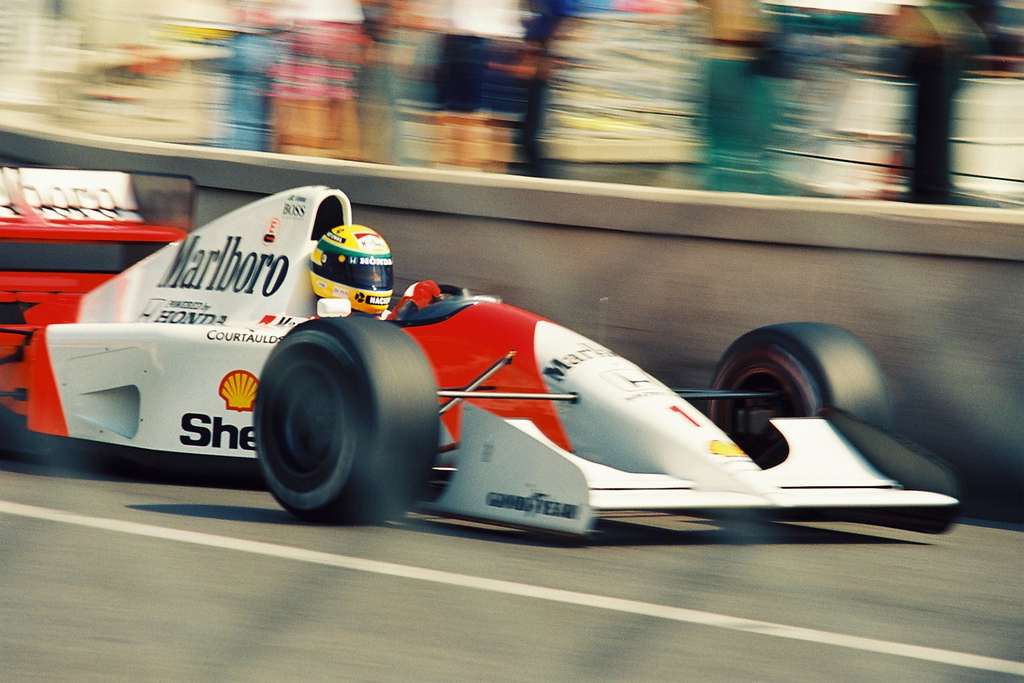
Ayrton Senna lors de sa cinquième victoire en Principauté.

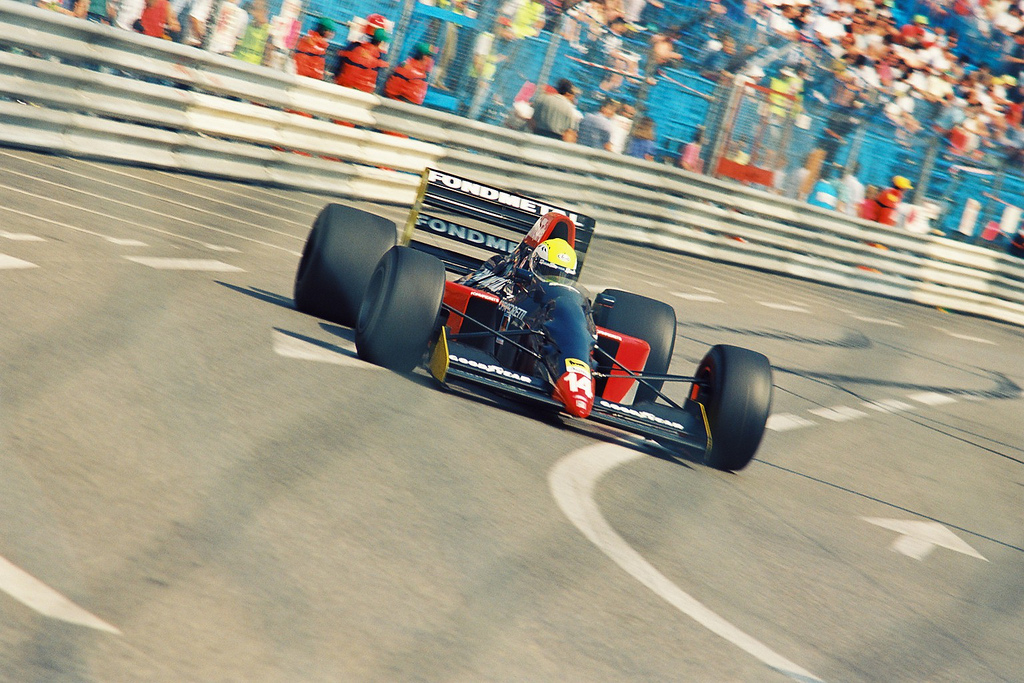
Andrea Chiesa sur Fondmetal lors des essais du GP de Monaco 1992.

| Pos. | No | Pilote               | Écurie               | Tours | Temps/Abandon                      | Grille | Points |
| ---- | -- | -------------------- | -------------------- | ----- | ---------------------------------- | ------ | ------ |
| 1    | 1  | Ayrton Senna         | McLaren-Honda        | 78    | 1 h 50 min 59 s 372 (140,329 km/h) | 3      | 10     |
| 2    | 5  | Nigel Mansell        | Williams-Renault     | 78    | + 0 s 215                          | 1      | 6      |
| 3    | 6  | Riccardo Patrese     | Williams-Renault     | 78    | + 31 s 843                         | 2      | 4      |
| 4    | 19 | Michael Schumacher   | Benetton-Ford        | 78    | + 39 s 294                         | 6      | 3      |
| 5    | 20 | Martin Brundle       | Benetton-Ford        | 78    | + 1 min 21 s 347                   | 7      | 2      |
| 6    | 29 | Bertrand Gachot      | Venturi-Lamborghini  | 77    | + 1 tour                           | 15     | 1      |
| 7    | 9  | Michele Alboreto     | Footwork-Mugen-Honda | 77    | + 1 tour                           | 11     |        |
| 8    | 23 | Christian Fittipaldi | Minardi-Lamborghini  | 77    | + 1 tour                           | 17     |        |
| 9    | 21 | Jyrki Järvilehto     | BMS Dallara-Ferrari  | 76    | + 2 tours                          | 20     |        |
| 10   | 26 | Érik Comas           | Ligier-Renault       | 76    | + 2 tours                          | 23     |        |
| 11   | 10 | Aguri Suzuki         | Footwork-Mugen-Honda | 76    | + 2 tours                          | 19     |        |
| 12   | 25 | Thierry Boutsen      | Ligier-Renault       | 75    | + 3 tours                          | 22     |        |
| Abd. | 28 | Ivan Capelli         | Ferrari              | 60    | Accident                           | 8      |        |
| Abd. | 2  | Gerhard Berger       | McLaren-Honda        | 32    | Boîte de vitesses                  | 5      |        |
| Abd. | 11 | Mika Häkkinen        | Lotus-Ford           | 30    | Boîte de vitesses                  | 14     |        |
| Abd. | 27 | Jean Alesi           | Ferrari              | 28    | Panne électrique                   | 4      |        |
| Abd. | 33 | Mauricio Gugelmin    | Jordan-Yamaha        | 18    | Boîte de vitesses                  | 13     |        |
| Abd. | 12 | Johnny Herbert       | Lotus-Ford           | 17    | Accident                           | 9      |        |
| Abd. | 34 | Roberto Moreno       | Andrea Moda-Judd     | 11    | Soupape                            | 26     |        |
| Abd. | 4  | Andrea De Cesaris    | Tyrrell-Ilmor        | 9     | Boîte de vitesses                  | 10     |        |
| Abd. | 15 | Gabriele Tarquini    | Fondmetal-Ford       | 9     | Surchauffe                         | 25     |        |
| Abd. | 32 | Stefano Modena       | Jordan-Yamaha        | 6     | Accident                           | 21     |        |
| Abd. | 3  | Olivier Grouillard   | Tyrrell-Ilmor        | 4     | Transmission                       | 24     |        |
| Abd. | 16 | Karl Wendlinger      | March-Ilmor          | 1     | Boîte de vitesses                  | 16     |        |
| Abd. | 24 | Gianni Morbidelli    | Minardi-Lamborghini  | 1     | Boîte de vitesses                  | 12     |        |
| Abd. | 22 | Pierluigi Martini    | BMS Dallara-Ferrari  | 0     | Accident                           | 18     |        |
| Nq.  | 7  | Eric van de Poele    | Brabham-Judd         |       | Non qualifié                       |        |        |
| Nq.  | 8  | Damon Hill           | Brabham-Judd         |       | Non qualifié                       |        |        |
| Nq.  | 14 | Andrea Chiesa        | Fondmetal-Ford       |       | Non qualifié                       |        |        |
| Nq.  | 17 | Paul Belmondo        | March-Ilmor          |       | Non qualifié                       |        |        |
| Npq. | 30 | Ukyo Katayama        | Venturi-Lamborghini  |       | Non préqualifié                    |        |        |
| Npq. | 35 | Perry McCarthy       | Andrea Moda-Judd     |       | Non préqualifié                    |        |        |

## Pole position et record du tour
- Pole position : Nigel Mansell en 1 min 19 s 495 (vitesse moyenne : 150,711 km/h).
- Meilleur tour en course : Nigel Mansell en 1 min 21 s 598 au 74e tour (vitesse moyenne : 146,827 km/h).

## Tours en tête
- Nigel Mansell : 70 (1-70)
- Ayrton Senna : 8 (71-78)

## Statistiques
- 34e victoire pour Ayrton Senna.
- 95e victoire pour McLaren en tant que constructeur.
- 67e victoire pour Honda en tant que motoriste.
- Unique départ en Grand Prix pour l'écurie Andrea Moda.